# Raphidocelis
Genre
Raphidocelis est un genre d’algues vertes de la famille des Selenastraceae.

## Liste d'espèces
Selon AlgaeBase (27 février 2019) :
- Raphidocelis arcuata (G.M.Smith) P.Marvan, J.Komárek & A.Comas
- Raphidocelis danubiana (Hindák) Marvan, Komárek & Comas
- Raphidocelis extensa (Korshikov) Komárek
- Raphidocelis inclinata Nygaard, Komárek, J.Kristiansen & O.M.Skulberg
- Raphidocelis mayorii (G.S.West) Marvan, Komárek & Comas
- Raphidocelis microscopica (Nygaard) Marvan, Komárek & Comas
- Raphidocelis mucosa (Korshikov) Komarek
- Raphidocelis pseudomucosa Krienitz
- Raphidocelis roselata (Hindák) Marvan, Komárek & Comas
- Raphidocelis rotunda (Korshikov) Marvan, Komárek & Comas
- Raphidocelis sigmoidea Hindák (espèce type)
- Raphidocelis subcapitata (Korshikov) Nygaard, Komárek, J.Kristiansen & O.M.Skulberg
- Raphidocelis turfosa G.Uherkovich
- Raphidocelis valida Nygaard, Komárek, J.Kristiansen & O.M.Skulberg
- Raphidocelis van-goorii Nygaard, Komárek, J.Kristiansen & O.M.Skulberg